# Мерлини, Мариса
Мариса Мерлини (6 августа 1923 — 27 июля 2008) — итальянская характерная актриса. Снялась в более чем пятидесяти фильмах за свою карьеру, которая продолжалась с конца Второй мировой войны до 2005 года. Наиболее известной её работой, пожалуй, стала роль в фильме 1953 года Хлеб, любовь и фантазия режиссёр — Луиджи Коменчини, в котором она воплотила образ Аннареллы, деревенской акушерки, которая выходит замуж за местного полицейского в исполнении Витторио де Сика.

## Биография
Начинала как сотрудник парфюмерной фирмы. На выбор актёрской профессии повлияла встреча с Мариуссией Макария, женой известного итальянского актёра и режиссёра Эрминии Макария.
Дебютировала в фильме режиссёра Марио Маттоли «Сегодня ничего нового / Stasera niente di nuovo» (1942). Мариса Мерлини — одна из самых талантливых характерных актрис послевоенной Италии, наряду с Анной Маньяни олицетворяла стереотип «romana verace / настоящей римлянки». Играла преимущественно в комедиях. Создала множество ярких и жизненных образов итальянок в фильмах ведущих итальянских кинорежиссёров — Марио Моничелли, Луиджи Коменчини, Луиджи Дзампа, Алессандро Блазетти, Марио Камерини, Джузеппе Де Сантиса, Витторио Де Сика, Уго Тоньяцци, Дино Ризи, Этторе Скола, Альберто Латтуада. Исполнила более 160-ти ролей в кино и на ТВ.
Самая известная роль Марисы Мерлини — акушерка Аннарела Мирциано в знаменитых комедиях Луиджи Коменчини «Хлеб, любовь и фантазия» (1953) и «Хлеб, любовь и ревность» (1954).
Последняя актёрская работа в кино — Эугенио Риччи в фильме режиссёра Пупи Авати «Вторая брачная ночь» (2005).

## Фильмография
- 1942 Stasera niente di nuovo
- 1946 Roma città libera
- 1949 L'Imperatore di Capri
- 1949 Тото ищет квартиру
- 1951 Signori in carrozza
- 1951 Il capitano Nero
- 1951 The Two Sergeants
- 1950 Amori e veleni
- 1951 Stasera sciopero
- 1952 Ergastolo
- 1952 Il tallone d'Achille
- 1952 Gli angeli del quartiere
- 1952 Io, Amleto
- 1952 L'eroe sono io
- 1953 Gli eroi della domenica
- 1953 Pane, amore e fantasia
- 1953 Viva il cinema!
- 1953 Finalmente libero
- 1954 Хлеб, любовь и фантазия
- 1954 Sua Altezza ha detto : no!
- 1954 Le signorine dello 04
- 1955 Porta un bacione a Firenze
- 1955 La canzone del cuore
- 1955 Il bigamo
- 1956 Tempo di villeggiatura
- 1957 Doctor and the Healer
- 1957 Padri e figli
- 1957 The Most Wonderful Moment
- 1958 Io mammeta e tu
- 1959 Roulotte e roulotte
- 1959 Everyone's in Love
- 1960 Il vigile
- 1960 Il carro armato dell'8 settembre
- 1960 I piaceri dello scapolo
- 1960 Ferragosto in bikini
- 1961 В пятницу в половине двенадцатого... — Джини
- 1961 Страшный суд
- 1962 Вендетта
- 1962 Nerone '71
- 1962 Colpo gobbo all'italiana
- 1963 Чудовища
- 1964 Ragazza in prestito
- 1965 La fabbrica dei soldi
- 1966 Io, io, io e gli altri
- 1968 Donne, botte e bersaglieri
- 1968 Молчун
- 1969 Lisa dagli occhi blu
- 1970 Dramma della gelosia – Tutti i particolari in cronaca
- 1970 Ninì Tirabusciò la donna che inventò la mossa
- 1974 — Новобранцы идут на войну / Les bidasses s’en vont en guerre — Полетт Брюньон
- 1976 О, Серафина!
- 1978 La mazzetta
- 1980 La moglie in vacanza... l'amante in città
- 1981 L'onorevole con l'amante sotto il letto
- 1981 Pierino contro tutti
- 1981 Storia d'amore e d'amicizia
- 1981 Cornetti alla crema
- 1982 Gian Burrasca
- 1992 Mutande pazze
- 1997 Mi fai un favore
- 1999 Teste di cocco
- 2002 Le ali della vita
- 2003 Le ali della vita 2
- 2005 La seconda notte di nozze